# Nebetiunet
Nebetiunet là một vương nữ, con gái của pharaon Thutmose III với chính thất vương hậu Merytre-Hatshepsut thời kỳ Vương triều thứ 18 trong lịch sử Ai Cập cổ đại.
Nebetiunet chỉ được biết đến duy nhất qua bức tượng (đã vỡ nửa phần trên) của Hui (số hiệu EA1280 tại Bảo tàng Anh), nữ tư tế của thần Amun và Atum-Ra. Bức tượng cho thấy, Nebetiunet đang ngồi trên đùi của bà ngoại, phía dưới chân Hui là tên của 4 anh chị em ruột của Nebetiunet, là vương tử Menkheperre cùng 3 vương nữ, có hai Meritamen cùng tên và Iset. Điều này cũng cho thấy, Nebetiunet cũng là chị em ruột với pharaon kế vị Amenhotep II, người không được nhắc đến trên tượng của tư tế Hui.